# État d'urgence (album)
Pour les articles homonymes, voir État d'urgence (homonymie).
Albums de Bernard Lavilliers
Premiers pas...
(1981) Tout est permis, rien n'est possible
(1984)
Singles
1. Le clan Mongol
Sortie : 1983
2. État d'urgence
Sortie : 1983
3. Idées noires (avec Nicoletta)
Sortie : 1983

État d'urgence est un album studio de Bernard Lavilliers sorti en 1983.

## Historique
Cet album très noir reste un des moins connus de Bernard Lavilliers excepté pour le tube Idées Noires avec les chœurs de Nicoletta. Teinté de nostalgie (À suivre) mais surtout d’un profond cynisme sur notre monde (État d’urgence, Le Clan Mongol, Q.H.S.), Lavilliers traîne son humeur triste sur une superbe musique rock concoctée par ses musiciens fétiches (Arroyo, Drand et Bréant).

## Réception
L'album a été certifié disque d'or en 1983 pour plus de 100 000 exemplaires vendus.
Toutefois, les ventes sont une relative déception car le matraquage radio d'Idées noires a éclipsé la promotion de l'album, obligeant le chanteur à refuser les passages télévisés et radio.

## Titres
1. État d'urgence (Bernard Lavilliers, François Bréant)
2. Q.H.S. (Lavilliers, Bréant)
3. À suivre (Lavilliers, Pascal Arroyo)
4. Idées noires (avec Nicoletta) (Lavilliers, Jean Paul "Hector" Drand)
5. Le clan Mongol (Lavilliers, Arroyo, Bréant)
6. New-York juillet (Lavilliers)
7. Vegas (Lavilliers)
8. Saignée (Lavilliers, Arroyo)